# Ахмед, Фахруддин Али
Фахруддин Али Ахмед (ассам. ফখৰুদ্দিন আলি আহমেদ, хинди फ़ख़रुद्दीन अली अहमद) — индийский государственный деятель, 5-й президент Индии с 24 августа 1974 по 11 февраля 1977 года.

## Биография
Родился 13 мая 1905 года в Дели. Его отец Залнур Али Ахмед, был первым ассамцем и первым человеком в Северо-Восточной Индии, получившим докторскую степень. Ахмед получил среднее образование в государственной школе округа Гонда в Индии, затем изучал историю в Кембриджском университете, который окончил в 1927 году.
После возвращения в Индию он был избран в законодательный орган Ассама (1935 год). Как министр финансов и доходов Ассама, он был ответственным за некоторые радикальные меры налогообложения (1938 год). С началом Второй мировой войны в 1939 году партия Индийский национальный конгресс пошла на конфронтацию с британской властью, и Ахмед был заключён в тюрьму на год. Вскоре после освобождения он снова был заключён в тюрьму на три с половиной года и освободился из мест заключения в апреле 1945 года. В 1946 году он был назначен генеральным адвокатом Ассама и занимал этот пост в течение шести лет.
После обретения независимости Индии был избран в Раджья сабха (1952—1953). Премьер-министр Индира Ганди включила Ахмеда в свой первый кабинет министров в январе 1966 года. Впоследствии он избирался в Лок Сабха от избирательного округа Барпета штата Ассам в 1967 и 1971 годах. Ахмед стал пятым президентом Индии в 1974 году. Скончался от сердечного приступа в феврале 1977 года.